# Paradecta valida
Paradecta valida är en spindelart som beskrevs av Bryant 1950. Paradecta valida ingår i släktet Paradecta och familjen hoppspindlar. Inga underarter finns listade i Catalogue of Life.